# Serra de Callosa
La Serra de Callosa és un sistema muntanyós del País Valencià, situat en el municipi de Callosa de Segura (Baix Segura). Juntament amb la veïna la Serra d'Oriola, constituïxen dues impressionants masses calcàries que s'eleven bruscament enmig de l'extensa plana de la Vega del Segura. La serra de Callosa, que té una elevació màxima de 572 msnm, en el cim de l'Àguila, posseïx un relleu molt accidentat, caracteritzat per grans desnivells, forts pendents, molt descarnats per efecte dels processos erosius, i sobretot per la presència de grans fiters rocosos i profunds barrancs i rambles.

## Paratge Natural Municipal dela Pilarica- Serra de Callosa
Declarat per Acord de la Generalitat Valenciana el 30 de setembre de 2005, el Paratge Natural Municipal compta amb una superfície de 143,44 ha, es troba al terme municipal de Callosa de Segura.
El paratge està situat en el vessant sud-est de la Serra de Callosa.
La seua vegetació està condicionada per l'aridesa del clima, que, junt amb el caràcter abrupte del relleu i a l'acció de l'home, conduïx a un predomini de les formacions de matollar, amb pràcticament absència de cobertura arbòria. Així, trobem les formacions denominades corriales, dominades pel cornial i l'oroval, que són arbusts de port elevat que dominen en els pendents rocosos, secs i més assolellats de la serra. En les zones de major humitat destaquen també les formacions d'espinar mediterrani alacantí.
Quant a la fauna, les aus són el grup millor representat, destacant la presència de l'àguila perdiuera i l'àguila reial, que nidifiquen en la zona, així com el duc, el mussol banyut, el xoriguer comú i el falcó pelegrí. Entre els mamífers cal destacar la presència de raboses, el gat salvatge, la cabra salvatge, senglars i conills i llebres.
El valor paisatgístic de l'enclavament és molt elevat, ja que és una referència visual per a l'entorn de la comarca i un element fonamental en la conformació del paisatge de la zona. Les parts altes de la Serra de Callosa oferixen magnífiques vistes dels territoris circumdants.
Pel que fa al patrimoni històric, en l'àmbit del paratge s'inclouen elements patrimonials d'alt valor com ara el castell de Callosa de Segura, islàmic del segle x, declarat Bé d'Interés Cultural; el jaciment del Barranc del Diable (s. IV-VIII d. de C.); l'aljub islàmic de la Casica de la Tia Ana i l'important jaciment de Vessants del Castell, poblat-necròpolis dels segles 1800-1000 a. de C. També mereix ser destacada la Cova de l'Ull de San Bruno, utilitzada com a lloc de soterrament durant el Calcolític (3000-2000 a. de C.).